# Gefriolsae me
Gefriolsae me (opus 3b) is een compositie van Thomas Adès.
Adès schreef het werk voor het King’s College Choir van Cambridge. Het is een toonzetting van Oudengelse teksten uit psalm 51. De mannenstemmen kunnen begeleid worden door een organist. De première werd gegeven door genoemd koor onder leiding van Stephen Cleobury op 24 oktober 1990 in de King's College Chapel. Andrew Porter schreef in de bijlage bij de opname voor EMI Music dat de muziek en tekst een twijfel laten horen of God de spreker wel zal vergeven. Die opnamen stammen uit januari 1997 en zijn van genoemde combinatie. Vermoedelijk vonden de opnamen direct na of tijdens een publieke uitvoering plaats. Populair werd het werk niet, Faber Music telde tot januari 2025 “slechts” negen uitvoeringen; genoemde opname is dan ook de enig bekende opname.
- Gemeinsame Normdatei: 300686994
- Library of Congress Control Number: no99058263
- Virtual International Authority File: 180059925